# علم الجواهر

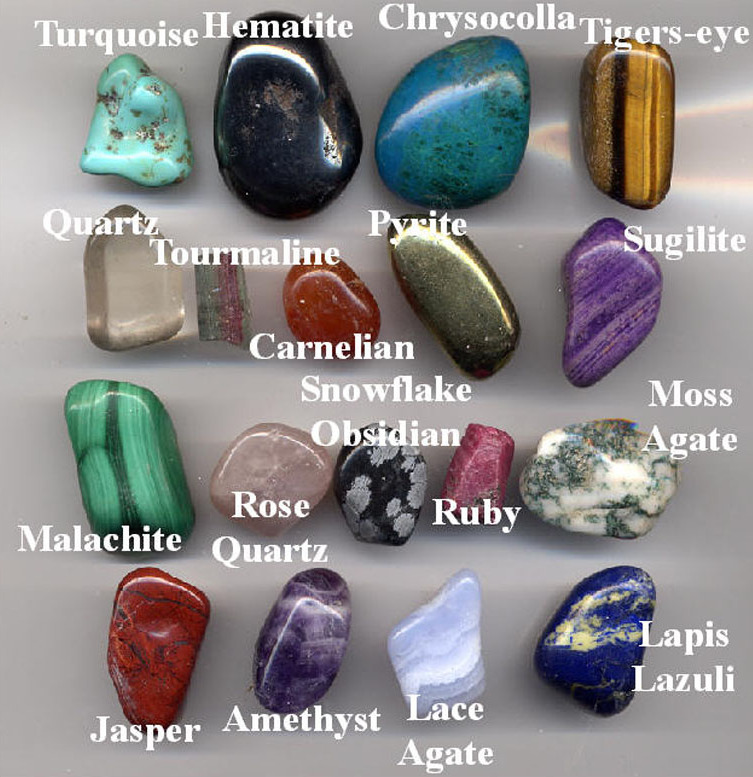
أنواع من الأحجار الكريمة

علم الجواهر علم يبحث فيه عن كيفية الجواهر المعدنية البرية كالألماس واللعل والياقوت والفيروز والبحرية كالدر والمرجان وغير ذلك ومعرفة جيدها من رديئها بعلامات تختص بكل نوع منها ومعرفة خواص كل منها وغايته.
وفي تعريف هو علم التعامل مع الأحجار الكريمة الطبيعية والاصطناعية والأحجار الكريمة  ويمكن اعتباره ضمن الجيولوجيا وفرع من علم المعادن. بعض تجار المجوهرات هم متخصصون أكاديمياً في علم الأحجار الكريمة وتم تدريبهم وتأهيلهم لتحديد وتقييم الأحجار الكريمة.

## اللغة
جوهر الشيء زين بالجواهر ويقال يصقل الماس حتى يطلع جوهره أي لمعانه وبريقه كما يقال يصقل نصل السيف حتى يظهر جوهره وفي الكتاب المنصوري جوهر كل شيء أصله والمراد هنا جملة البدن المؤتلفة من مادة وصورة والحمص المجوهر هو الذي حس حتى أصبح أصفر لماعا وهو اللون المناسب له. وحتى زال عنه ما عليه من نقط سود وصار طيب الطعم.

## تصانيف
- الجماهر في الجواهر لأبي الريحان محمد بن أحمد البيروني
- الباهر في الجواهر للشيخ عز الدين إبراهيم بن محمد الحكيم السويدي الدمشقي
- خواص الجواهر ليعقوب بن إسحاق الكندي
- الأحجار الملوكية لأبي العباس أحمد بن يوسف القيسي التيفاشي
- نخب الذخائر في أحوال الجواهر لمحمد بن إبراهيم بن ساعد الأنصاري السنجاري البخاري ابن الأكفاني

## وصلات خارجية
- المدرسة المفتوحة لعلم الأحجار الكريمة